# Байкал
Байка́л — озеро в Східному Сибіру, найглибша прісна водойма на Землі. Озеро розташоване на території Росії, лежить на висоті 456 м над рівнем моря; найглибша його ділянка знаходиться поблизу острова Ольхон і становить 1642 м. Найбільша глибина занурення становила 1620 м. Середня глибина його також дуже велика — 744,4 м. Площа — 31 722 км²; вода дуже прозора (до 40 м). Це найстаріше озеро на планеті, як до наших днів, — воно утворилось 25 млн років тому.

## Історія Байкалу

### Загальні відомості
Сучасні контури Байкалу визначились на початку антропогену. Вздовж берегів Байкалу розташовані гірські хребти: Байкальський, Приморський — з заходу, Баргузинський, Улан-Бургаси — зі сходу і Хамар-Дабан — з півдня. У Байкал впадає понад 336 річок, найбільші — Селенга, Баргузин, Верхня Ангара. Витікає лише Ангара, права притока Єнісею. На Байкалі багато островів, найбільші — Ольхон та Ушкан'ї.
Байкал замерзає в кінці грудня — на початку січня, скресає в травні. Температура води на поверхні Байкалу в серпні біля берегів до +20 °C, на середині Байкалу від +9 до +12 °C, в глибинних шарах — протягом року від +3,2 до +3,6 °C. На Байкалі спостерігають часті вітри: з півночі — «ангарку», з південного-заходу — «култук», зі сходу — «баргузин», з північного заходу — ураганний вітер «сарма».
Флора і фауна озера дуже різноманітна, також є багато ендеміків (3/4 видів ендемічних). Частина акваторії озера під охороною (північно-східна частина озера — у складі Баргузинського і Байкальського заповідників).

### Антропологічна і культурна історія Байкалу (літопис)
- 110 до н. е. — у китайських письмових джерелах озеро Байкал вперше згадується під ім'ям «Бейхай».
- VI—VIII століття — відзначається розквіт куриканської культури на узбережжі озера.
- Х—XII століття — монголомовні племена витісняють курикан на північ Байкалу.
- XI—XIV століття — на території Прибайкалля складається нове плем'я хори, та ще й проживають племена тюркського та тунгуського походження.
- XVII—XVIII століття — на берегах озера формується бурятська народність.
- 1643 р. — до озера виходить перший російський загін козаків на чолі з Курбатов Івановим[9]. За озером закріплюється назва Байкал.
- 1655 р. — через Байкал в заслання проїжджає протопоп Авакум, який згодом дав одне з перших виразних літературних описів цього озера.
- 1667 р. — перше приблизне схематичне зображення Байкалу в «Кресленні Землі Сибірської» складається за розпорядженням Тобольського воєводи П. Годунова.
- 1701 р. — перша правильна схема-карта озера, представлена в «креслярські книзі Сибіру» складається тобольським козаком С. У. Ремезовим.
- 1729 р. — Даніель Мессершмідт — перший вчений на Байкалі, надісланий для вивчення Сибіру за особистим розпорядженням Петра I, робить перші описи озера.
- 1844 р. — організоване Байкальське пароплавство. На Байкал виведені перші пароплави «Імператор Микола I» і «Спадкоємець Цесаревич».
- 1862 р. — під час землетрусу (за десятибальною шкалою Ріхтера) в північній частині дельти Селенги пішла під воду ділянка суші площею понад 200 км² з 5 улусами, в яких проживало близько 1300 осіб. У результаті утворилася нова затока — Провал.
- 1898 р. — прокладена залізниця до порту Байкал.
- 17 червня 1899 р. — спущено на воду криголам-пором «Байкал», другий у світі за розмірами.
- 25 липня 1900 р. — спущено на воду криголам «Ангара».
- 1900—1906 рр. — діє Байкальська залізнична поромна переправа.
- 1903—1904 рр. — між станціями Байкал і Танхой (близько 40 верст) по льоду озера були прокладено залізничну колію, по яким кінною тягою перевозили вагони та паровози.
- 1902—1905 рр. — будується ділянка Кругобайкальської залізниці.
- 1908 р. — видано на 31 аркуші атлас Байкалу.
- 1916 р. — утворено перший на Байкалі Баргузинський біосферний заповідник.
- 1918 р. — заснована постійна дослідна експедиція АН СРСР у селищі Великі Коти.
- 1925 р. — дослідна експедиція АН СРСР перенесена в поселення Маритуй і перейменована в постійну науково-дослідну лімнологічну станцію АН СРСР.
- 1925—1929 рр. — Байкальська експедиція під керівництвом Г. Ю. Верещагіна обстежила всі основні райони озера.
- 1950—1958 рр. — будується Іркутська ГЕС, викликала підйом рівня води Байкалу в середньому на 1 м.
- 1958 р. — на півдні Байкалу починається ударне комсомольське будівництво майбутнього міста Байкальська і Байкальського целюлозо-паперового комбінату.
- 1959 р. — при вимірах з льоду тросовим лотом фіксується глибина озера 1620 м.
- 1961 р. — на базі Байкальський лімнологічної станції створено Лімнологічний інститут СОАН СРСР в селищі Ліствянка.
- 1962 р. — на заводі «Ленінська кузня» в місті Києві побудовано судно «Г. Ю. Верещагін», що стало найбільшим дослідним судном на Байкалі. Його водотоннажність 560 т, довжина 43,6 м, ширина палуби 7,8 м.
- 1963 р. — перші підводні кінозйомки про життя Байкальської флори і фауни зробила студія «Київнаукфільм».
- 1966 р. — введено в експлуатацію Байкальський целюлозо-паперовий комбінат.
- 1969—1975 рр. — на промисловий лов омуля було введено заборону з метою відновлення його загальної біомаси.
- 1974 р. — ехолотні проміри зафіксували глибину озера 1637 м.
- 1986 р. — засновані Прибайкальський і Забайкальський національні парки, Байкало-Ленський заповідник.
- 1990 р. — на світовий кіноекран виходить фільм про Байкал — «Синє око Сибіру», знятий англійськими документалістами за участю ЮНЕСКО.
- 1991 р. — створено Байкальський інститут раціонального природокористування, нині Байкальський інститут природокористування СО РАН; у спеціальному глибоководному апараті «Пайсіс» здійснено занурення на максимальну глибину Байкалу — 1637 м.
- 1992 р. — створена постійна Урядова комісія по Байкалу, яка координує діяльність з підготовки та реалізації «Комплексної програми по забезпеченню охорони та раціонального використання природних ресурсів басейну озера Байкал»; проведено перше буріння на Байкалі недалеко від гирла Бугульдейки. Отримано перший керн донних покладів довжиною 120 м.
- 1993 р. — на базі музею Лімнологічного інституту створено Байкальський екологічний музей СВ РАН. Російською академією наук за матеріалами багаторічних досліджень видано науково-довідковий атлас «Байкал».
- Вересень 1994 р. — у місті Улан-Уде і на озері Байкал відбулася Міжнародна конференція «Байкал як модельна територія сталого розвитку». Урядом Російської Федерації затверджена комплексна програма з охорони озера Байкал та раціонального використання природних ресурсів його басейну.
- 9 грудня 1995 р. — відбувся I Міжнародний туристичний ярмарок «Байкал-тур-95», проведення якого стало щорічним.
- 1996 р. — Байкал включений ЮНЕСКО в список територій Світової природної спадщини. В Улан-Уде проходить Міжнародний науковий симпозіум з центрально-азійському шаманізму і перша наукова конференція «Збереження біорізноманіття озера Байкал».
- 1998 р. — в Улан-Уде і на озері Байкал проходить Міжнародна конференція «Байкал як ділянка світової природної спадщини: підсумки та перспективи міжнародного співробітництва». Поблизу Ушкан'їв островів виконано найглибше буріння на Байкалі (600 м) з вмороженої в лід платформи. Вивчення донних відкладів підтвердило існування озера протягом останніх 15 млн років.
- Квітень 1999 р. — прийнятий «Закон про Байкал»
- 2000 р. Прийнятий закон «Про екологічне зонування Байкальський природної території та інформуванні населення про межі Байкальський природної території».
- 23—25 серпня 2001 р. — у рамках Байкальського економічного форуму проведена Міжнародна конференція «Байкал — світова спадщина».
- 2001 р. — на березі Байкалу створена Міжвідомча навчально-освітня станція «Істомін».

## Географічний об'єкт— Байкал (топоніміка)

### Загальні відомості

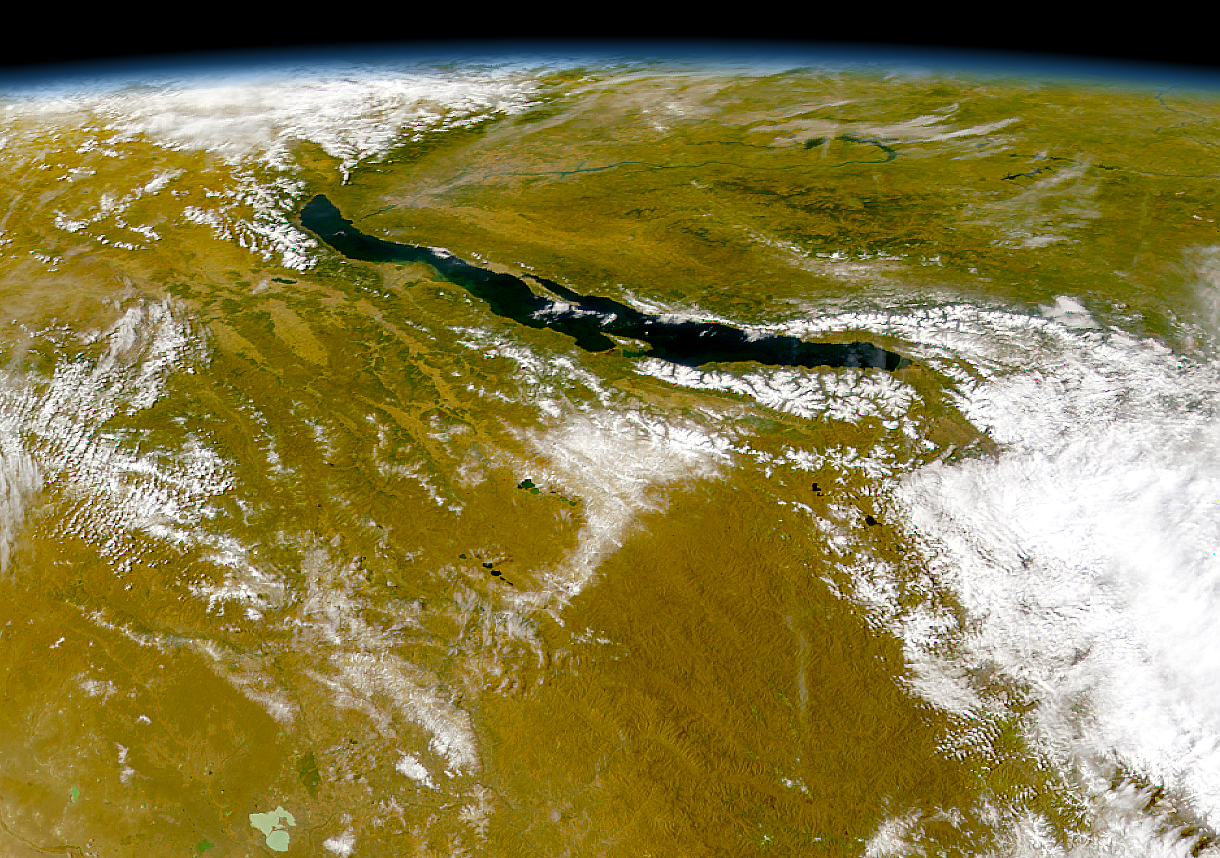
Озеро Байкал з космосу SeaWiFS

Байкал лежить у центрі Азії та Росії на кордоні Іркутської області та Бурятії. Озеро простягнулося з півночі на південний захід на 636 км у вигляді гігантського півмісяця. Ширина Байкалу коливається від 25 до 80 км.
Площа водної поверхні становить 31 722 км² (без урахування островів), що приблизно дорівнює площі таких країн, як Бельгія, Нідерланди або Данія. За площею водного дзеркала Байкал займає восьме місце серед найбільших озер світу. Довжина берегової лінії — 2100 км.
Максимальна глибина озера, визначена в результаті виконання спільного бельгійсько-іспанської-російського проекту створення нової батиметричної картки Байкалу, коли була визначена глибина в 1 312 788 точках акваторії озера, становить 1642 м [1] в точці з координатами 53° 14′ 59″ с. ш. 108° 05′ 11″ в. д. / 53,249722° с. ш. 108,086389° в. д. (G), що робить його найглибшим озером планети. Якщо врахувати, що водна гладінь озера є на висоті 455,5 м над рівнем моря, то нижня точка улоговини лежить на 1186,5 м нижче рівня світового океану, що робить чашу Байкалу також найглибшою материковою западиною. Середня глибина озера також дуже велика — 744,4 м. Вона перевищує максимальні глибини багатьох дуже глибоких озер. Саме це, у кінцевому рахунку, визначає такі гігантські запаси води в Байкалі — 23 615,390 км³ (близько 19 % світових запасів прісної води — у всіх прісних озерах світу міститься 123 тис. км³ води). За обсягом запасів води Байкал займає друге місце у світі серед озер, поступаючись лише Каспійському морю, але в Каспії вода солона. В Байкалі води більше, ніж у всіх разом узятих п'яти Великих озерах і в 23 рази більше, ніж, наприклад, в Ладозькому озері.
В Байкал впадає 336 річок і струмків, але це число враховує лише постійні притоки. Найбільші з них — Селенга, Верхня Ангара, Баргузин, Турка, Снігова, Сарма. З озера витікає одна річка — Ангара. На Байкалі 27 островів, найбільший з них — Ольхон (730 км²); найбільший півострів — Святий Ніс.
Озеро лежить у своєрідній улоговині, з усіх боків оточеній гірськими хребтами і сопками. При цьому західне узбережжя — скелясте і обривисте, рельєф східного узбережжя  пологіший (місцями гори відступають від берега на десятки кілометрів). Обмежене хребтами Яблоновим і Баргузин на сході і Байкальським хребтом на заході, озеро розташоване загалом на висоті 455 метрів, на східному березі є заповідник та природний парк.

### Походження топоніму «Байкал»
Походження назви озера точно не встановлено. Нижче наведені найпоширеніші версії походження топоніму «Байкал»:
- Бай-Куль (тюрк.) — багате озеро
- Байгаал-Далай (монг.) — багатий вогонь
- Бей-Хай (кит.) — Північне море

Перші російські землепрохідці Сибіру вживали евенкійську назву «Ламу» (море). З другої половини XVII століття росіяни переходять на назву, прийняту в бурятів, — «Байгаал» (вимовляється як «Бейгхел»). При цьому вони лінгвістично пристосували його до своєї мови, замінивши характерне для бурять «ґ» на звичніше для російської мови «к», у результаті чого остаточно склалася сучасна назва.

### Походження озера
Походження Байкалу досі викликає наукові суперечки. Вік озера вчені традиційно визначають у 25—35 млн років. Цей факт також робить Байкал унікальним природним об'єктом, тому що більшість озер, особливо льодовикового походження, живуть у середньому 10—15 тис. років, а потім заповнюються мулистими осадовими породами і заболочуються.
Проте існує також версія про молодість Байкалу, висунена доктором геолого-мінералогічних наук Олександром Татариновим в 2009 році, яка отримала непрямі підтвердження під час другого етапу експедиції «Світів» на Байкалі. Зокрема, діяльність грязьових вулканів на дні Байкалу дозволяє вченим припускати, що сучасна берегова лінія озера має всього лише 8 тисяч років, а глибоководна частина озера — 150 тисяч років.
Поза сумнівом лише те, що озеро розташоване в рифтовій западині і за будовою схоже, наприклад, з басейном Мертвого моря. Одні дослідники пояснюють утворення Байкалу його розташуванням у зоні трансформного розлому, інші припускають наявність під Байкалом мантійного плюму, треті пояснюють утворенням западини пасивним рифтінгом в результаті колізії Євразії й Індостану. Як би там не було, перетворення Байкалу триває досі — в околицях озера постійно відбуваються землетруси. Є припущення про те, що просідання западини пов'язано з утворенням вакуумних вогнищ внаслідок виливання базальтів на поверхню (четвертинний період).

### Геологія
Озеро Байкал є наслідком тектонічних процесів та розломів на межі Сибірської платформи одного боку і з іншого гір Центральної Азії. Ці процеси були доволі активними в третинному періоді, що робить озеро Байкал найстарішим з наявних у світі (двадцять п'ять мільйонів років). Ці ж процеси відбувалися і протягом четвертинного періоду й до наших днів (понад 30 потужних землетрусів зареєстровані у XX столітті). Тектонічні рухи призвели до утворення дна озера, на якому накопичено великий шар осадів. Формування дна відбувається і досі.
Величина розломів визначає три основних часові рівні, по яких проходили розломи:
- на півночі це западина і глибокі області розлому на глибині 890 метрів нижче рівня води, розташовані між мисами Елохін і Покойнікі.
- на півдні — глибокі області розлому на глибині 1432 м нижче рівня води, в районі, розташованому між річками Перейомна та Мішиха.
- центральний розлом є найглибшим, розташований в районі на схід від острова Ольхон між Іжмей і Хара-Кузгун, сягаючи глибини 1637 метрів.

### Сейсмоактивність
Район Байкалу (так звана Байкальська рифтова зона) належить до території з високою сейсмічністю: тут регулярно відбуваються землетруси, сила більшої частини яких становить один-два бали за шкалою інтенсивності МСК-64. Однак трапляються й сильні, так в 1862 році за десятибального Кударинського землетрусу в північній частині дельти річки Селенги пішла під воду ділянка суші площею 200 км² з шістьма улусами, в яких проживало 1 300 чоловік, і утворилася затока Провал. Сильні землетруси відмічені також в 1903 році — в Байкальську, в 1950 році — в Мондинську, в 1957 році — в Муйську, 1959 році — в Середньобайкальську. Епіцентр Середньобайкальського землетрусу знаходився на дні Байкалу в районі селища Суха (південно-східне узбережжя). Сила його сягала 9 балів. В Улан-Уде і Іркутську сила головного поштовху досягла 5—6 балів, спостерігалися тріщини і незначні руйнування в будинках і будівлях.

### Клімат
Водна маса Байкалу впливає на клімат прибережної території. Зима тут буває м'якшою, а літо — прохолодніше. Прихід весни на Байкалі затримується на 10—15 днів у порівнянні з прилеглими районами, а осінь часто буває досить тривала, що й пояснює, наскільки озеро впливає на особливості континентального клімату, який характерний для всього регіону Сибіру. Середня температура взимку −15 °C, і −26 °C в січні, а середня річна температура 13 °C, тоді як 19 °C в липні.
Район Байкалу відрізняється великою сумарною тривалістю сонячного сяйва. Особливості клімату обумовлені Байкальськими вітрами, які мають власні назви — баргузин, сарма, верховик, култук.
Баргузин — могутній Байкальський вітер, згаданий у пісні «славне море — священний Байкал», дує головним чином у центральній частині озера з Баргузинської долини поперек і вздовж Байкалу. Цей вітер дує рівно, з поступово наростаючою міццю, але його тривалість помітно поступається Верховику. Зазвичай передує стійкій сонячній погоді.
Сарма — різновид гірського жорсткого вітру, найсильніший та найстрашніший з вітрів на Байкалі. Вітер виривається з долини річки Сарма, яка впадає в затоку Мале море. Швидкість його перевищує 40 метрів за секунду. Посилення вітру до максимуму спостерігається протягом першої години. Улітку вітер може раптово початися і закінчитися, восени сарма іноді дує цілу добу. Причиною виникнення ураганного вітру Сарма є особливість постійного звужування долини річки Сарми до самого її гирла, що на виході утворює свого роду аеродинамічну трубу серед стрімких скель.
Верховик — північний Байкальський вітер, наступає з долини річки Верхня Ангара вздовж озера з півночі на південь. Повторюваність цього вітру часом досягає 30 %. Перші тривалі верховики бувають на Байкалі в середині серпня. Нерідко такий вітер утримується безупинно протягом 10 днів. При верховику стоїть сонячна погода, він дує спокійно, без різких поривів, у берега заворушень майже немає, але у відкритій частині озера вода швидко темніє і покривається білою піною.
Култук — Байкальський вітер, наступає від південного краю Байкалу вздовж озера. Култук несе з собою жорстокі шторми і дощову погоду. Цей вітер не буває таким тривалим, як верховик. Частіше і сильніше култук дме восени. Характерна особливість култука — поява туману на гольцях хребта Хамар-Дабан.

## Гідрологія (фізіографія)

### Загальні положення
Байкал є найбільшим резервуаром рідкої прісної води на Землі з однією п'ятою частиною усіх запасів прісної води. Озеро має об'єм води близько 23 000 км³, що більше, ніж у Балтійському морі. Площа водозбору озера та його приток становить близько 1,5 млн км², ця площа більш ніж у чотири рази перевищує площу Німеччини. Кількість опадів коливається від 200 до 500 мм на рік, збільшуючись на півдні до 900 мм. Товщина льоду взимку коливається від 50 до 70 см, що дозволяє людям і транспортним засобам вільно по ньому пересуватися.

### Водний баланс озера
Прибуткова частина водного балансу складається в основному з річкового стоку (82,3 %) і атмосферних опадів (13,2 %). На притоки, що впадають на західному узбережжі Байкалу припадає 40 %, а на східні — 60 % всього живлення. Роль інших джерел надходження води — незначна. Витратна частина представлена річковим стоком з озера (86,8 %), решта — 13,2 % — припадає на випаровування.

### Річки Байкалу
Озеро Байкал живлять своєю водою 336 річок і численні струмки. І тільки Ангара єдина річка, що витікає з озера, і окрім цього є однією з великих річок Сибіру. Після геологічних досліджень було виявлено, що з озера було ще два витоки: перший, трохи далі на північ від Ангари, і був початком для сьогоднішньої річки Лена, але через природні катаклізми і формування гірського Байкальського хребта, цей потік тисячі років тому був перекритий. Другий потік був ще далі на південь від Ангари, але землетрус який відбувся 16 000 років тому, спричинив його закриття.
Головні притоки:
- Баргузин
- Бугульдейка(інші мови)
- Верхня Ангара
- Голоусная(інші мови)
- Кіка(інші мови)
- Кічера(інші мови)
- Селенга
- Снєжная(інші мови)
- Тия(інші мови)
- Турка(інші мови)
- Хара-Мурін(інші мови)

Найбільша притока Байкалу — це річка Селенга. Вона постачає в озеро, впродовж року, майже половину загального річного обсягу води водозабору всього озера. Водозбірна площа її басейну близько 465 тис. км², довжина 1024 км. Верхня Ангара є другою після Селенги притокою озера Байкал за обсягами стоку. Її басейн займає площу 21 400 км², й охоплює схили хребтів Сікір, Мискх і Баргузин. Третя за величиною притока — Баргузин. Вона отримує воду із схилів хребтів, що оточують велику Баргузинську долину. Водозабір її має площу 21100 км².

### Гідрохімічний режим
Всі притоки Байкалу за гідрохімічним режимом, поділяються на п'ять типів.
1. Сибірський тип — він характеризується різким зниженням солоності води під час весняного паводку, і під час теплого сезону, до нього належать такі річки, як Сарма, Утулік.
2. Казахстанський тип — мінімум солоної води у весняний період, а потім збільшується протягом літньо-осінньої повені, знову знижується і знову зростає в осінньо-зимовий період — річки Селенга, Турка.
3. Східноєвропейський тип — висока і стабільна солоність, за винятком періоду весняних повеней — річки Крестовка та Харґіно.
4. Байкальський тип — різке зниження мінералізації навесні, а потім з поступовим збільшенням протягом літньо-осіннього періоду — річки Голоустна (талий сніг, і більш ніж наполовину), Туя, Томпуда, Баргузин.
5. Конденсаційний тип — значне зменшення мінералізації, безперебійне з початку весни до вересня, а потім поступово збільшується до весни — характерно малим притокам та струмкам.

Хоча і є кілька гідрохімічних елементів у Байкалі, які надходять у великих кількостях, а видалення їх з озера витоком річки Ангари не може відбуватися у всьому об'ємі. Тому частина їх осідає на дні озера або забруднює узбережжя чи верхні водні шари озера. Малі притоки можуть змінити свій гідрохімічний тип, в залежності від водного режиму та технологічного впливу цивілізації чи наслідком техногенних процесів.

### Властивості води
Основні властивості байкальської води можна коротко описати так: в ній дуже мало розчинених і важких мінеральних речовин, мізерно мало органічних домішок, багато кисню. Завдяки постійній циркуляції та змішування вітру, течій, хімічний склад води в озері є відносно однорідним. Коли заповнювалося озеро (окрім поверхневих вод), воно солями ще не встигло було насититись. Байкальська вода слабкої мінералізації і відповідає найвищим якостям питної води, це м'яка вода гідрокарбонатного класу.
У середньому в байкальський воді, частки гідрокарбонат кальцію і магнію становлять 84 %, хлоридів і сульфатів — 7 %, а в лужних металів — 9 % від еквівалентного іона. Внаслідок гідрохімічних процесів в озері в самій воді на стадії метоморфізації відбуваються глибокі зміни в її хімічному складі, в результаті чого в озері вода відноситься до гідро-кальцієвого-сульфату (PDF-3 — SA2 + — + SO42) гідрохімічних фракцій. Має слаболужну реакцію (pH 7,0—8,5), яка зменшується з глибиною. Крім того, в зимовий час відбувається перехід до нейтральної реакції (pH 7), а влітку лужної (pH 8,5). В поверхневих шарах озерних відкладів на глибині 5—20 см відбуваються окислювальні процеси (гідроксилація заліза), глибоко регенеративні процеси (сульфат заліза, пірит). У Байкальській воді міститься близько 40 хімічних елементів (в дуже невеликих кількостях), більше за інших є — кальцій, вуглець, кисень, магній, натрій, калій, кремній, сірка, хлор, азот, залізо, фосфор, але є дефіцит йоду. Він володіє агресивністю і високим життєдайним особливостями для планктону та інших організмів, яких більшає з глибиною. Таким чином, усі тверді залишки тварин: звірів, риб, молюсків, швидко розкладаються, не залишаючи навіть слідів.
Температура поверхневих шарів води в Байкалі влітку — +8… +9 °C, а в окремих затоках — +15 °C. Температура глибинних шарів — близько 4 °C. Вода в озері настільки прозора, що окремі камені і різні предмети видно на глибині 40 м. У цей час байкальська вода буває синього кольору. Влітку ж і восени, коли в прогрітій сонцем воді розвивається маса мікроскопічних рослин і тварин, прозорість її знижується до 8—10 м і колір стає синьо-зеленим і зеленим. Чиста та прозора вода Байкалу містить так мало мінеральних солей (100 мг/л), що може використовуватися замість дистильованої.

### Байкальський лід
До кінця зими товщина льоду на Байкалі досягає 1 м, а в затоках — 1,5—2 м. При сильному морозі тріщини, які мають місцеву назву «станові щілини», розривають лід на окремі поля. Довжина таких тріщин — 10—30 км, а ширина — 2—3 м, розриви відбуваються щорічно приблизно в одних і тих же районах озера. Супроводжуються вони гучним тріском, що нагадує громовицю або постріли з гармат. Людині, що стоїть на льоду, здається, що крижаний покрив лопається якраз під ногами і він зараз провалиться в безодню. Завдяки тріщинами під льодом риба на озері не гине від нестачі кисню. Байкальський лід, крім того, дуже прозорий, і через нього проникають сонячні промені, тому в воді бурхливо розвивається фітопланктон, що виділяє кисень. По берегах Байкалу можна спостерігати взимку крижані гроти й набризки.
Озеро Байкал щорічно замерзає. У перші 3—4 дні при температурі повітря нижче −20 °C лід наростає по 4—5 см на добу. Наприкінці жовтня замерзають мілководні затоки, 1—14 січня — глибоководні райони. У південній частині Байкал закритий 4—4,5 місяці, у північній частині — 6—6,5 місяців. По акваторії озера товщина льоду коливається від 70 до 113 см, при цьому виявлено закономірність: чим більше снігу, тим тонше лід. Тороси досягають 1,5—3 метрів висоти. Лід товщиною 50 см витримує вагу до 15 тонн, тому узимку по льоду Байкалу можна вільно пересуватися на автомобілях. Вздовж північно-західного узбережжя й у Малому морі утворюється вільний від снігу прозорий лід, крізь який на мілководді можна бачити дно. Злом льоду починається від Великого Кадильного мису 25—30 квітня, що обумовлено таненням льоду під впливом наближення потоків теплих вод підводних джерел. В останню чергу 9—14 червня звільняється від льоду північна частина озера.
Байкальський лід підносить вченим чимало загадок. Так, в 1930-х роках фахівці Байкальської лімнологічної станції виявили незвичайні форми льодового покриву, характерні тільки для Байкалу. Наприклад, «сопки» — конусоподібні крижані пагорби висотою до 6 метрів, порожні всередині. Зовнішнім виглядом вони нагадують крижані шатра, відкриті в протилежний від берега бік. Сопки можуть розташовуватися окремо одна від одної, а іноді утворюють мініатюрні «гірські хребти».

### Глибинні шари та дно озера
Байкал — найглибше проточне озеро з унікальним біорежимом. Байкал має малу водообмінність. Повна зміна водного об'єму обчислюється сотнями років (точніше, 332 роки). Це говорить про великі консервативні властивості води озера. Виділяють глибинну і поверхневу області вод Байкалу. Глибинні області в процесах циркуляції води практично не задіяні, тобто можна стверджувати, що води глибинної області Байкалу не беруть участі в сезонних циркуляціях. Потужність глибинної області Байкалу становить близько 1400 м. У ній спостерігається панування незмінно стійкої прямої та зворотної температурної стратифікації з дуже малим загальним падінням температури (від 3,6 до 3,2 °C), що знову ж таки говорить про великий консерватизм глибинних вод. Але за останніми даними все ж таки спостерігається деяка залежність вод глибинної області — мають місце різні перенесення водних мас, які мають як постійний (сезонні коливання — наприклад, система Циклонічних течій Південного Байкалу) і тимчасовий (наприклад, вітрові та стічні течії і маси) характер. Також виявлено рух вод на різних глибинах. Ці дуже сповільнені циркуляції води охоплюють глибинні області аж до 1250 м.
Течії спостерігаються і під льодом. Природа всіх цих течій і явищ ще не вивчені до кінця і не з'ясовані. Верхня область. Її потужність становить 200—250 м. У річному циклі теплообміну та осінньо-весняних циркуляцій беруть участь переважно води верхньої області. Цим же шаром обмежена сезонна зміна прямої та зворотної температурної стратифікації, а також сезонні зміни хімічного складу та біологічних факторів. Тут же зосереджена основна біомаса Байкалу.
Динаміка і структура водної маси Байкалу визначається не тільки розмірами, але й формою улоговини, тектонічної у своїй основі. Найхарактернішою рисою Байкальської ванни слід вважати слабкий розвиток мілководдя, з чим пов'язана велика середня глибина озера та різкі відкоси дна. Характерний також нерівний рельєф дна, який однак, ще далеко не повністю вивчений. До глибини 100—200 м переважають скелясті ґрунти, каміння, валуни, галька, піски (причому область пісків з глибиною розширюється). З мітки 1130 метрів і до найбільших глибин дно устелене мулом, у складі якого багато стулок діатомових водоростей.
Байкал — потужний регулятор стоку і гігантське природне водосховище. Тим не менше зміни співвідношень елементів балансу викликають коливання рівня озера. Середньорічні відхилення становлять у середньому за багаторічний період близько 82 см, багаторічні (за останні 60 років, коли стались вести спостереження) — мають амплітуду близько 194 см. У цьому плані останнім часом важливим стає вплив антропогенного фактору, як наприклад, будівництво і діяльність Іркутської ГЕС. Її будівництво викликало підвищення рівня на 1,2 м, що, звичайно, спричинило за собою гнітючі наслідки для всього Байкалу.
Контури западини Байкалу на карті проглядаються як кутастим, з безліччю прямолінійних ділянок — коротких, прямих розломів. Улоговини Байкалу заповнені пухкими або слабо сцементованими відкладеннями переважно четвертинного віку, накопичення яких відбувалися в умовах безперервного прогинання днищ западини (по одній з найбільш прийнятих теорій). По цій же теорії вважається, що озерна ванна Байкалу складається з двох самостійних западин, об'єднаних водним дзеркалом, тобто мається на увазі складна її будова. Південна западина Байкалу викладена средньоюрськими — нижньокрейдяними відкладеннями, а от мезозойська депресія (давніша) успадкувала Юрські і крейдяні товщі. Є також невелика кількість відкладень третинного (неогенового) віку. Четвертинні відкладення у всій Байкальській котловині представлені озерними, флювіогляціальними, льодовиковими, алювіальними, пролювіальними, еоловими утвореннями. Найбільша потужність відкладів спостерігається в дельті річки Селенга (близько 500 м), а разом з третинними відкладеннями більше як на 600 м.

## Узбережжя та населення

### Населення
П'ятдесят тисяч чоловік (не враховуючи Іркутська та Улан-Уде), живуть на берегах озера в важких умовах. Риба і картопля є основою їх щоденного раціону. Міграція населення, відбувалася спонтанно і поетапно (здебільшого після вимушених кроків центральної влади), найбільша сталася завдяки будівництву Байкало-Амурської магістралі, попередня була після побудови Транс-Сибірської залізниці.
Список міст на березі озера та в районі озера Байкал:
- Бабушкін (Клейнстад) — невелике місто на південно-східному узбережжі.
- Байкальськ — на крайньому південному березі озера.
- Байкальске (Нордвестюфер) — на північно-західному узбережжі, адміністративному центр в байкальських евенків в їх національному районі.
- Хужир — на острові Ольхон.
- Іркутськ — головний мегаполіс регіону, лежить на південно-західній частині узбережжя вздовж Ангари (60 км вниз).
- Ліствянка — розташована за 70 км на південний схід від Іркутська в місці, де Ангара витікає з озера Байкал.
- Нижньоангарськ (Норденде) — на північному кінці озера і є адміністративним центром Північнобайкальского району.
- Селенгинськ — на південно-східному узбережжі, в дельті річки Селенга (50 км вгору за течією).
- Сєверобайкальськ — на північно-західному березі, навпроти впадіння в озеро річки Верхня Ангара.
- Слюдянка — в південно-західній частині Байкалу.
- Усть-Баргузин — на східному березі Байкалу, в гирлі річки Баргузин.

## Екологічні проблеми
Байкал та його узбережжя зазнають надмірного антропогенного впливу, що виливається у ряд екологічних проблем. Так, Байкальський ЦПК отруїв навколо себе воду, повітря і землю. У нинішніх умовах, коли на державному рівні захист природи принесений в жертву досить сумнівній економічній вигоді, екологічна ситуація ще більше ускладнюється, і російська «бандитська економіка» почала проявляти уже свій нездоровий інтерес до найзаповідніших територій Байкалу. Горять і вирубуються ліси в національних парках, забудовані береги колись перлини західного берега Байкалу бухти Піщане, спаплюжені турбазами берега Малого Моря, пробурені нафтові свердловини у дельті Селенги. Небачених розмірів досягло браконьєрство, береги Байкалу засмічені побутовими відходами.

### Байкальський целюлозно-паперовий комбінат
Байкальський целюлозно-паперовий комбінат (БЦБК) побудований в 1966 році, на самій береговій лінії озера. Відбілювання паперу хлором та розвантаження відходів у Байкал — основні проблеми, які створювала ця промислова споруда для Байкалу та всього байкальського регіону. Десятиліття протестів жителів краю та екологів, але ніщо не впливало на владоможців та горе-промисловців. Тільки от саме світова економічна криза (та значна рецесія російської економіки) спричинили до закриття заводу у листопаді 2008 року. А в березні 2009 року власник заводу, російський олігарх Леонід Дерипаска оголосив, що паперової фабрики не відновлюватиме.

### Нафтопровід
Крім того, в Байкалі виявлені значні природні нафтогазопрояви — на декількох ділянках акваторії невеликі плями нафти постійно спливають на поверхню й утворюють райдужні плівки. Державна компанії «Транснефть» планує побудувати магістральний трубопровід, який мав пройти в 800 метрах (2620 футів) від берегів озера в зоні значної сейсмічної активності. Екологічні активісти в Росії, «Грінпіс», виступали супроти побудови трубопроводу, та й місцеві жителі рішуче виступили проти цих планів, у зв'язку з можливістю аварійного розливу нафти, що може завдати істотної шкоди навколишньому середовищу. За словами президента «Транснєфті», були проведені численні зустрічі з простими громадянами в містах та селищах на передбаченому маршруті трубопроводу, особливо в Іркутську. Одначе, консенсусу не було тоді досягнуто. А лише коли весь пакет уставних документів перейшов від компанії «Юкос» (початковий ініціатор побудови нафтопроводу) до урядового сателіта «Траснєфть», почалися повторні консультації. Під тиском громадськості та через світову кон'юнктуру на ринку і часовий цейтнот з китайської сторони владним чинам довелося поступитися, і тоді президент Росії Володимир Путін розпорядився щоб компанія розглянула альтернативні маршрути цього трубопроводу.
У «Транснефті» відтоді вирішили перенести трубопровід від озера Байкал, на 40 км (25 милі) на північ, щоб уникнути різних екологічних ризиків, так що трубопровід не буде проходити через будь-які федеральні або республіканські природні заповідники. Основні виробничі процеси почалася по трубопроводу, через два дні після того, як президент Путін ухвалив рішення змінити маршрут від озера Байкал. Окрім нафтопроводу в проекті передбачено й побудову, пізніше, по цьому ж маршруту паралельно ще й газопроводу (також в сторону Китаю).

### Відходи від атомних електростанцій
У 2006 році російський уряд оголосив про плани щодо створення першого у світі Міжнародного центру по збагаченню урану на ядерному об'єкті в Ангарську, 95 км (59 милях) від берегів озера. Однак критики та екологи стверджують, що це буде катастрофою для регіону, і наполегливо закликають уряд переглянути своє рішення. Адже після збагачення, лише 10 % урану — отриманих радіоактивних матеріалів буде експортуватися до міжнародних клієнтів, а решту 90 % й надалі зберігатимуться в районі озера Байкал. Адже в сховищах уранових відходів з атомних електростанцій містяться радіоактивні й токсичні метали, які, якщо неправильно зберігаються є потенційно небезпечними для людей, середовища і можуть забруднювати річки та озера, а через них й Байкал та населення, яке проживає в цьому регіоні.
Уряд Російської федерації не прислухався до думки екологів, та на сьогодні уже запущені перші технологічні процеси цього проєкту.

## Статус озера та туристичні можливості

### Байкальські заповідники
На берегах Байкалу створено 3 національних парки і 2 заповідника.
Прибайкальський національний парк утворений в 1986 році. Загальна площа парку становить 418 тис. га. За площею, що охороняється він входить до п'ятірки найбільших національних парків Росії. Територія парку охоплює західне узбережжя Байкалу від його південної частини до Малого моря, включаючи острів Ольхон. Довжина берегової лінії парку становить майже 380 кілометрів. Ширина охоронної берегової зони від 8 до 30 кілометрів. Більше 300 тис. га (70 % території парку) займають ліси, з них 22 тис. га — кедрові. На території Прибайкальского національного парку є понад 500 видів рослин і тварин, половина з яких ендеміки. В парку нараховується 75 видів тварин, деякі з них занесені в «Червону книгу», 76 видів рослин — рідкісних та таких, що знаходяться під охороною. За підрахунками в 1994 році на території парку чисельність ізюбра склала 914 особин, сарни — 707, лося — 67, кабана — 87, бурого ведмедя — 140. На території парку 52 географічних об'єкта мають статус природних пам'яток.
Забайкальський національний парк. Територія парку, організованого в 1986 році, охоплює Чівиркуйську затоку, півострів Святой Нос, Ушканьські острови з найбільшим на Байкалі лежбищем нерпи. Площа парку — 270 тис. га. 40 % території парку має заповідний режим, тут заборонена будь-яка господарська й рекреаційна діяльність. По парку прокладено 5 піших туристичних маршрутів, серед яких виділяється маршрут на гору Маркова, найвищу гірську вершину півострова Святий Ніс, звідки відкривається кругова панорама на Ушканьські острови, північну частину Чівиркуйської затоки і піщані пляжі Баргузинської затоки. На території парку налічують 291 вид тварин. Птахи представлені 241 видом, серед них такі рідкісні, як сапсан, чорний журавель, беркут, чорний лелека, орлан-довгохвіст, орлан-білохвіст тощо.
Тункінський національний парк заснований 27 травня 1991 року в адміністративних межах Тункінського району. Територія парку займає Тункінську долину і прилеглі до неї гірські масиви Східного Саяна і хребта Хамар-Дабан. У Росії це перший досвід поєднання природоохоронної зони з границями цілого району. Площа парку 1.183.662 га (з них 150,836 га земель зайняті під сільськогосподарські угіддя). Територія парку добре освоєна. Більша частина Тункінської долини зайнята ланами, сіножатями і пасовищами. Населення району 29 000 осіб. По парку проходить автомобільна дорога в Монголію. У долині розташовані великі курорти: «Аршан», «Нілова пустинь», «Жемчуг». На території парку можна зустріти різноманітні види рідкісних і зникаючих рослин: півонія незвичайна, лілійник малий, жовтець саянський, обліпиха звичайна, родіола рожева, маннагеттея Гуммеля (лат. Mannagettaea hummelii) тощо.
Байкальський заповідник розташований на східному березі в південній частині Байкалу і охоплює територію в 165,7 тис. га. гірського масиву Хамар-Дабан. Межі заповідника проходять по річках Мішиха і Видрін. Організований у 1969 році, науковий профіль заповідника — вивчення природного гірського-тайгового комплексу хребту Хамар-Дабан на узбережжі озера Байкал. Хамар-Дабан являє собою систему гірських масивів зі згладженими вершинами. Гори круто обриваються до Байкалу і є природною перешкодою для повітряних потоків, що переносяться через Байкал, та супроводжуються інтенсивним виділенням опадів, яких тут випадає більше ніж на суміжних просторах Сибіру. Вологий клімат сприяє багатому різноманіттю гірської-тайгової рослинності. На території заповідника виявлено реліктові форми неогенового періоду (тополя запашна (лат. Populus suaveolens), анемона байкальська), ендеміків (м'ятник іркутський, шібатерантіс сибірський тощо), а також рідкісні та які знаходяться на межі зникнення тварини та рослини. У заповіднику відомі 37 видів ссавців і 260 видів птахів.
Баргузинський біосферний заповідник заснований в 1916 році Баргузинський заповідник став першим в Росії мисливським заповідником. У його завдання входило збереження та вивчення соболя. Сьогодні це найстаріший заповідник Росії. Заповідник розташований на північно-східному узбережжі озера Байкал на центральній частині західних схилів Баргузинського хребта (найвища точка 2472 метри). Більше половини його території складають Гольця — скелясті вершини заввишки 1500—2400 м. Третину займають гірські-тайгові ліси, що ростуть на висоті від 600 до 1250 м. Лише трохи більше 16 % території заповідника припадає на Байкальське узбережжя. Площа заповідника — 374,4 тис. га. У заповіднику зустрічається близько 650 видів рослин. Багаторічна охорона Баргузинського заповідника сприятливо позначилися на чисельності тварин. У ведмедів вона досягає в сприятливі роки 250 особин, у вивірок від 5 000 до 10 000 звірів. У заповіднику відомі 39 видів ссавців, 243 — птахів, 4 — плазунів і 2 види земноводних. Для туристів дозволені два маршрути по заповіднику: з поселення Давша і з кордону в бухті Сосновка в верхів'я річки Шумиліха.
Байкало-Ленський державний заповідник, організований в 1986 році, розташований на північно-західному узбережжі Байкалу. Його площа становить 659.919 га. Це найбільша природоохоронна зона на Байкалі (14-те місце в Росії). Територія заповідника охоплює 110 км берегової лінії від річки Хейрем до мису Елохін, важкопрохідної ділянки Байкальського хребта та верхів'я великої сибірської річки Лена з її притоками. Основна частина території заповідника представлена тайгою різних типів. На узбережжі Байкалу збереглися фрагменти стародавніх реліктових степів. Флора вищих рослин заповідника нараховує понад 800 видів, з них 36 видів — ендеміків для Сибіру, 9 видів включені в «Червону книгу». Широко представлені також мохи (230 видів), лишайники (248 видів) та гриби (близько 100 видів). У заповіднику мешкає 50 видів ссавців, близько 240 видів птахів, понад 30 видів риб. Славиться заповідник високою чисельністю ведмедя — недарма одне з лісництва названо «Берег бурих ведмедів». У заповіднику можна зустріти таких рідкісних і цікавих птахів, як орлан-білохвіст, чорний лелека, горбоносий турпан, огар, сірий журавель. На території заповідника багато привабливих для туристів місць: витік Лени (відстань від берега 12 км через перевал Сонцепадь), Ритий мис, священний для місцевих жителів, ділянку узбережжя з грандіозною ущелиною, залишки найдавніших на Землі вулканів на мисах Небіжчика (Сонячний) та Середній Кедровий. Відвідування природоохоронних зон платне. Адміністрації парків та заповідників щорічно самостійно стверджують тарифи за відвідування своїх територій. Річка Ангара, довжина якої становить 1779 км, — єдина річка, що витікає з Байкалу. Витік річки Ангара найширший і найбільший у світі. Ширина витоку 863 метра, максимальна глибина 4—6 м, мінімальна 0,5—0,7 м. Середньорічна витрата води 1940 м3/с. Швидкість течії 5—8 км/год. На середині витоку видно шаманський камінь, згадуваний в легендах і переказах. За однією з легенд, розгніваний Байкал кинув цей камінь навздогін своїй дочці Ангарі, яка втекла без його відома до коханого Єнісея. У давнину місцеві жителі Приангарря наділяли шаманський камінь чудодійною силою. За давніми віруваннями, це було місце проживання господаря Ангари, Ама Сагаан нойона. На Шаманському камені проходили особливо важливі шаманські обряди, тут давали обітниці й молилися, сюди на ніч привозили злочинця і залишали його одного над холодним, льодяним потоком. Якщо до ранку вода не забирала його, і він не гинув від страху і студеного дихання Байкалу, його милували.

## Фото, відео
- Озеро Байкал. Peakware.com (рос) . AirPano. Архів оригіналу за 28 вересня 2021.
- Lake Baikal на сайті Vimeo